# Jacques de Mahieu
Jacques de Mahieu (geboren als Jacques Girault; * 1915 in Marseille; † 4. Oktober 1990 in Buenos Aires) war ein französisch-argentinischer rechtsesoterischer Schriftsteller und Pseudowissenschaftler der Nouvelle Droite und ehemaliger SS-Mann.

## Leben
Jacques de Mahieu wurde 1915 in Marseille als Jacques Girault geboren. Während der Zeit seines Doktorats war er Mitglied der rechtsextremen Organisation Action française und Mitarbeiter der Zeitschriften L’Action française und L’Étudiant français, die beide die Ideologie von Charles Maurras verbreiteten. Dem Vichy-Regime sprach er seine Unterstützung aus.
Während des Zweiten Weltkriegs war er ab 1944 Freiwilliger der 33. Waffen-Grenadier-Division der SS „Charlemagne“. Nach der Befreiung Frankreichs floh er über die Rattenlinie über die Schweiz und Schweden nach Argentinien, wo er sich dem Regime von Juan Perón anschloss und verschiedene Grundlagentexte für Peron entwarf. Er wurde dort später auch Ideengeber für römisch-katholische Jugendgruppen. Er erhielt die argentinische Staatsbürgerschaft.
Mahieu studierte und lehrte sowohl an der Universidad Nacional de Cuyo und an der Universidad de Mendoza. Er promovierte in Philosophie, Medizin, Wirtschaftswissenschaft und Politik. Er wurde danach Direktor des Instituts für Menschheitsgeschichte der Universidad de Buenos Aires (1953–1956 und 1972 bis 1976). Weitere Lehrtätigkeiten übernahm er von 1948 bis 1956 an der Universidad Nacional de Cuyo (1948–1955) und an der Universidad del Salvador (1964–1965).
Bei einem Treffen der Neonazi-Gruppe „Neue europäische Ordnung“ in Barcelona gründete er mit dem Schweizer Holocaustleugner Gaston-Armand Amaudruz und dem kanadischen Naturopathen Jacques Baugé-Prévost ein pseudowissenschaftliches Institut, das sogenannte „Institut supérieur des sciences psychomatiques, biologiques et raciales du Québec“.
Mahieu schrieb über 20 Bücher, die vor allem durch ihre rassistischen und sexistischen Theorien auffielen. So verbreitete Mahieu die These, die Wikinger seien bereits 967 nach Amerika gereist und hätten dort die Herrscherkaste der Inkas begründet; besonderes Augenmerk legte er dabei auf sexuelle Ausschweifungen. Ähnliche Ansichten verbreitete er über die Templer und Trojaner. Den indigenen Völkern des Kontinents sprach er die Fähigkeit ab, eine Zivilisation zu gründen. Mehrere Expeditionen in den Amazonas und nach Paraguay sollten seine Theorien untermauern. Dabei entdeckte er den Stamm der „Guayakis“, die er nach nationalsozialistischen Rasseprinzipien untersuchte und als halb „arisch“, halb „entartet“ beschrieb und als Nachfahren der Wikinger einführte. Im Nationalpark Sete Cidades entdeckte er bizarre Felsen, die er als Phalli identifizierte und eine weitere Felsenformation, die seiner Forschung nach an die Externsteine erinnern soll.
Mahieus Hauptwerke wurden in Deutschland von Wilfred von Oven übersetzt und im Grabert-Verlag veröffentlicht. Mahieu verstarb am 4. Oktober 1990 in Buenos Aires.

## Werke

### Deutsche Übersetzungen
- Des Sonnengottes große Reise – Die Wikinger in Mexiko und Peru. Grabert Verlag, Tübingen 1972, ISBN 3-87847-025-8 (Le Grand Voyage du Dieu-Soleil)
- Des Sonnengottes Todeskampf – Die Wikinger in Paraguay. Grabert Verlag, Tübingen 1973, ISBN 3-87847-027-4 (L’Agonie du Dieu-Soleil)
- Des Sonnengottes heilige Steine – Die Wikinger in Brasilien. Grabert Verlag, Tübingen 1975, ISBN 3-87847-032-0
- Wer entdeckte Amerika? – Geheimgeographie vor Kolumbus. Grabert Verlag, Tübingen 1977, ISBN 3-87847-035-5 (La Geografía Secreta de América)
- Der weiße König von Ipir. Grabert Verlag, Tübingen 1978, ISBN 3-87847-040-1
- Die Templer in Amerika oder das Silber der Kathedralen. Grabert Verlag, Tübingen 1979, ISBN 3-87847-045-2 (Les Templiers en Amérique)
- Das Wikingerreich von Tiahuanacu – Geschichte eines nordischen Imperiums in Südamerika. Grabert Verlag, Tübingen 1981, ISBN 3-87847-054-1
- Die Erben Trojas. Grabert Verlag, Tübingen 1982, ISBN 978-3-87847-057-1
- Die Flucht der Trojaner: Wie ihre Hochkultur über Nordafrika und die Kanarischen Inseln nach Amerika gelangte. Grabert Verlag, Tübingen 1985, ISBN 3-87847-077-0 (La fuite des troies)
- Volk – Nation – Rasse. Grundlagen der Biopolitik. DS-Verlag, Riesa 2003, ISBN 3-9805844-7-X

### Englische Übersetzungen
- Foundations of Biopolitics: Race. Ethno-genopolitics. Population Volume. Migrations, Cariou Publishing, 2023

### Spanische Werke
- Europa y el nacionalsocialismo: desde el tratado de Versalles, Video
- La inteligencia organizadora, Editorial San Luis, 1950
- Filosofía de la estética, Universidad Nacional de Cuyo, 1950
- Evolución y porvenir del sindicalismo, Arayú, 1954
- La economía comunitaria, Universidad Argentina de Ciencias Sociales, 1964
- Diccionario de ciencia política, Books International, 1966
- Proletariado y cultura, Marú, 1967
- Fundamentos de biopolítica, Centro Editor Argentino, 1968
- Maurras y Sorel, Centro Editor Argentino, 1969
- Tratado de sociología general, Centro Editor Argentino, 1969
- El estado comunitario, La Bastilla (2. Auflage), 1973
- El gran viaje del Dios-sol, Hachette, 1976
- La agonía del dios Sol, Hachette, 1977
- La geografía secreta de América, Hachette, 1978
- El rey vikingo del Paraguay, Hachette, 1979
- La naturaleza del cosmos, Retorno, 2008

### Französische Werke
- Précis de biopolitique, Éditions Celtiques, 1969
- Le Grand voyage du dieu-soleil, Édition spéciale, 1971
- L'Agonie du Dieu Soleil. Les Vikings en Amérique du Sud, Robert Laffont, 1974
- Drakkars sur l'Amazone, Copernic, 1977
- L'Imposture de Christophe Colomb. La Géographie Secrète de l'Amérique, Copernic, 1979
- La Fabuleuse Épopée des Troyens en Amérique du Sud, Pardès, 1998
- Les Templiers en Amérique, J'ai lu, 1999
- Maurras et Sorel, Cariou Publishing, 2024